# Hans Wallmark
Hans Ingmar Wallmark, född 23 januari 1965 i Edefors församling i Norrbottens län, är en svensk politiker (moderat) och diplomat. Han är Sveriges ambassadör i Köpenhamn sedan den 20 augusti 2024.
Wallmark var kommunalråd i Ängelholms kommun 2001–2006 och riksdagsledamot 2006–2024, invald för Skåne läns norra och östra valkrets. Han var ledamot i Moderaternas partistyrelse 2003–2023 och har även varit ledamot i kyrkomötet.

## Uppväxt och utbildning
Wallmark föddes i Boden och växte upp i Haparanda. Som 18-åring började han studera i Uppsala och lämnade därmed Norrbotten. Därefter bodde han i Kalmar i tre år innan han och hans fru bosatte sig i Skåne. 
Wallmark studerade juridik, filosofi och litteraturhistoria vid Uppsala universitet, men avslutade sina studier utan att ha uppnått någon akademisk examen. Han var under studietiden landsman av Norrlands nation, ordförande i Uppsala studentkår och ordförande i Föreningen Heimdal. Han är medlem i Rotary och Frimurarna.

## Politisk karriär
1988–1989 var Wallmark vice ordförande i Fria Moderata Studentförbundet och han arbetade sedan som ledarskribent, bland annat som politisk chefredaktör på Nordvästra Skånes Tidningar i Ängelholm 1991–2001. Han valdes sedan till kommunalråd och kommunstyrelsens ordförande i Ängelholms kommun, vilket han var fram till 2006.
År 2006 valdes han in i Sveriges riksdag. Han var ledamot i riksdagens kulturutskott 2006–2010 och dess försvarsutskott 2010–2018. År 2014 blev han försvarspolitisk talesperson för Moderaterna. Hösten 2018 blev han istället utrikespolitisk talesperson och ordförande i utrikesutskottet (senare under mandatperioden vice ordförande). 2022–2024 var han ordförande i EU-nämnden. Han har även varit ordförande för Nordiska rådets svenska delegation.
Han är anhängare av ett svenskt medlemskap i Nato och propagerade för detta som försvarspolitisk talesperson.
Wallmark fick i valet till kyrkomötet 2005 flest personkryss av alla ledamöter i hela landet. Han kandiderade även till Europaparlamentet 2009 och stod på en femte plats på den moderata valsedeln. 
I början av januari 2021 utsattes Wallmark för medial kritik, efter att under julhelgen ha genomfört en resa till Las Palmas på Kanarieöarna, i strid med av regering och myndigheter rådande rekommendationer avseende icke-nödvändiga resor relaterade till Coronaviruspandemin.
I juni 2024 utsågs han till Sveriges ambassadör i Köpenhamn. Han tillträdde uppdraget den 20 augusti 2024.

## Familj
Hans Wallmark är gift med Susanne Wallmark, tillsammans har de två barn. Susanne Wallmark har varit politiskt aktiv i Moderaterna och är nu universitetsdirektör för Malmö universitet.

## Utmärkelser
- Kommendörstecknet av Finlands Lejons orden, 15 november 2024.[20]